# Dysphaea ethela
Dysphaea ethela är en trollsländeart som beskrevs av Fraser 1924. Dysphaea ethela ingår i släktet Dysphaea och familjen Euphaeidae. IUCN kategoriserar arten globalt som otillräckligt studerad. Inga underarter finns listade i Catalogue of Life.